# Ball de coques
El ball de coques és un ball tradicional englobat dins el gènere de les jotes que es balla durant la festa major i en altres festes. Es troba recollit sobretot a les comarques properes al pas del riu Ebre. El nom prové de les coques que els pabordes o organitzadors de la festa encanten, subhasten al millor postor o venen a preu fix. Qui es queda la coca després guanya el dret de ballar tot sol amb una noia, molts cops amb la coca a la mà (acció que rep el nom de ballar la coca). En altres ocasions la coca simplement es regala al final de la ballada.

## Característiques generals
El ball de coques esdevé una forma de galanteig mitjançant la dansa i l'ús d'algun objecte. Existeixen altres exemples amb objectes diversos, com canterets de vidre, mocadors o ventalls. La coca és l'opció més popular perquè es pot aconseguir amb més facilitat i aconsegueix implicar la població en l'esdeveniment. Les coques es fan a les cases de cada població, les capten els joves abans de la festa i les duen a coure a la fleca local. En algun cas s'hi posen avellanes al cim i una nou grossa al mig. Un cop cuites les coques, els majorals les porten a les cases de les noies per enramar-les (guarnir-les amb flors) i posteriorment dur-les a l'església per ser beneïdes durant la missa. Actualment en molts casos les coques s'encarreguen a la fleca directament. Les coques enramades són subhastades, mentre que les que no estan decorades es venen a preu fix. Aquesta venda era tradicionalment la principal forma de sufragar les despeses de l'organització de tota la festa major. En altres punts del país es repeteix el mateix concepte però amb un tortell (que es penja al braç a l'hora de ballar) o altres elaboracions similars.
Més enllà de ser un ball de parella, esdevé també una forma de reconeixement social. Per una banda, perquè en les subhastes el preu de la coca pot pujar molt. Especialment en el passat, això podia fer que només els homes més adinerats poguessin pagar algunes rondes, i les dones animaven els seus pretendents a seguir pujant per guanyar la subhasta per poder ballar amb elles. Actualment en algunes poblacions no participen persones soles sinó que es disputen les coques entre diferents colles del poble. Per a les dones també esdevé una forma de reconeixement, ja que quan una dona acaba la ballada amb moltes coques regalades, vol dir que estava molt pretesa. Al final de la festa se sol guardar la coca més ben guarnida, que històricament era la més disputada ja que el guanyador era acompanyat fins a casa seva per la banda de música. Abans, però, es feia (i es fa) una ballada col·lectiva de totes les parelles que han ballat prèviament de manera individual.
El ball va tenir molt bona salut durant els segles XVII, XVIII i XIX, però anar perdent pes al llarg del segle XX a mesura que el ball de plaça s'anava substituint pel ball de saló i la jota anava deixant pas al ball agafat amb ritmes de moda. Va deixar de ballar-se a les festes majors d'estiu, amb una alta presència de forasters que la van bandejar com a cosa de vells, i es va conservar en les festes d'hivern, que quedaven més restringides als habitants de cada lloc. Durant els últims 30 anys el ball s'ha anat recuperant a moltes de les poblacions on històricament s'havia ballat.

## Presència al Baix Camp
El diccionari de la dansa recull balls de coques a Mont-roig del Camp i Prades. Actualment és viu a les poblacions següents:

### Ball de coques de Mont-roig del Camp
A Mont-roig del Camp, el ball està documentat des de 1816 i es va ballar fins a la Guerra Civil espanyola. El 1987 el folklorista Josep Bargalló va començar la recuperació de la dansa, que es va reinstaurar l'any 1992. Actualment es balla cada 8 de setembre a l'ermita de la Mare de Déu de la Roca al so d'una cobla.

### Ball de coques de Prades
A Prades, el ball se celebrava a l'ermita de la Mare de Déu de l'Abellera. Les coques les venia el mateix ermità i eren rodones, amb una nou al mig i adobades amb mel. El ball també era anomenat ball del crestar i guardava relació amb la collita de la mel i l'art de criar les abelles.

## Presència al Baix Cinca
El diccionari de la dansa recull balls de coques a Fraga, Mequinensa, Miralsot, Torrent de Cinca, Villella de Cinca i Saidí.

## Presència al Priorat
El diccionari de la dansa recull balls de coques a la Figuera, Poboleda, Porrera, Pradell de la Teixeta, Siurana i la Vilella Baixa. Actualment és viu a les poblacions següents:

### Ball de coques de Falset
A Falset, el ball està documentat des de 1668 i es va ballar fins a l'any 1954, quan va quedar completament desplaçada per balls forans, tot i que es va mantenir viva en l'àmbit domèstic. El 1986 Lídia de Mena va impulsar un treball de recerca per recuperar la dansa per ampliar el repertori de l'esbart Sant Gregori de Falset. Des de l'any 1992 el ball es fa dins l'església a la festa de l'Encamisada, durant l'ofertori de la missa major de Sant Antoni Abat (el diumenge del cap de setmana més proper al 17 de gener). El 1995 se substitueix la primera dansa de la festa major (que era un vals o pasdoble) i es reinstaura el ball de coques com a cap de dansa a la plaça de la Quartera. En totes dues ocasions es balla al so de la Banda Vila de Falset.
La música del ball de coques de Falset (també coneguda com a jota de Falset o La Gresca) està formada per tres parts de 16 compassos cadascuna. Al final de la dansa cada ballador regala la coca a la seva balladora i aquesta li respon amb un petó i un "Fins a l'any que ve".

### Ball de coques del Masroig
Al Masroig el ball se celebra durant la festa de Sant Sebastià, el cap de setmana més proper al 20 de gener. És on la festa conserva un format més similar al que es descrivia dècades enrere, tot i que a més de coques també es recullen queviures. La festa comença amb una cercavila al matí per repartir les coques i queviures, i a la plaça una orquestra toca un seguit de jotes del repertori de la comarca, d'entre les quals destaca Lo Coco Pere. Abans de cada ballada, es presenta una coca i se subhasta, i qui la guanya pot escollir fer el ball en parella exclusivament o exclamar "Que la balli tothom!" per fer una ballada conjunta. Antigament participaven a la dansa les majorales, vestides amb faldilles llargues fins als peus, i es tiraven focs, trons i altres petards per intentar cremar-les.

## Presència a la Ribera d'Ebre
El diccionari de la dansa recull balls de coques a Ascó, Flix, Garcia, Móra d'Ebre i la Torre de l'Espanyol. Actualment és viu a les poblacions següents:

### Ball de coques d'Ascó
A Ascó, el ball està documentat des de 1520. La primera ballada es reserva al clavari i els majorals, les pubilles i les damisel·les, després d'encendre una foguera que crema durant tres dies. Posteriorment hi ha la ballada per parelles al so de músics locals. Tradicionalment, si el noi aconsegueix trepitjar el peu de la noia mentre ballen, té dret a fer-li un petó. El públic anima el ballador a fer-ho al crit de "Xafa-la!".
La música del ball de coques d'Ascó (també coneguda com a jota d'Ascó) està formada per dues parts: la primera, de 32 compassos, no varia mai. En aquesta part tant els homes com les dones ballen fent anar els braços amunt i avall. A la segona part, de 28 compassos, s'hi interpreten les variacions musicals. En aquesta part els homes aixequen els braços i fan esclafir els dits, mentre que les dones els obren al lateral. No hi ha un vestuari específic per al ball excepte pels participants a la primera ballada, que porten indumentària tradicional.

### Ball de coques de Móra d'Ebre
A Móra d'Ebre es va recuperar la dansa als anys 80. La música va ser escrita per Ferran Roca i consta de 3 parts de 28 compassos cadascuna. La coreografia va ser proposada pel grup Saragatona, amb el suport de Tallers per la Festa. Es balla al so de músics locals. No hi ha un vestuari específic per al ball.

### Ball de coques de la Riba-roja d'Ebre
A la Riba-roja d'Ebre es va recuperar l'any 1994 gràcies al treball de Josep Bargalló. Es balla durant la festa major en honor de Sant Bartomeu (24 d'agost) amb l'acompanyament d'una banda de música. La primera ballada és reservada a les autoritats, els majorals de la festa, les pubilles i els hereus. La resta de les ballades són obertes a la població i es ballen en rotllana. Els homes ballen a la part exterior de la rotllana amb la coca a la mà i les dones ballen a la part interior. Els homes no tenen un vestuari específic per al ball, però les dones es posen un mocador triangular gran a la cintura o sobre les espatlles amb un nus al coll.

## Presència a la resta del territori
El diccionari de la dansa també recull balls de coques als municipis de la Riba i Valls (Alt Camp), a Alcarràs (Segrià), a Sant Llorenç de Morunys (Solsonès) i a Llofriu (Baix Empordà). També es té constància de la supervivència d'aquesta dansa al Berguedà.